# Köthen
Köthen és una ciutat alemanya pertanyent a l'estat federal de Saxònia-Anhalt (Sachsen-Anhalt) i capital del districte Anhalt-Bitterfeld.

## Biografia
La ciutat de Köthen és al sud de Magdeburg, a uns 30m km al nord de Halle (Saxònia-Anhalt), a l'est de Dessau i a l'oest de Bernburg. Al nord del districte de Köthen comença la reserva de la biosfera de l'Elba (Biosphärenreservat Flusslandschaft Mittlere Elbe Arxivat 2014-02-11 a Wayback Machine.).

### Nuclis
- Köthen (centre)
- Arensdorf
- Baasdorf
- Dohndorf
- Gahrendorf
- Hohsdorf
- Löbnitz an der Límit
- Merzien
- Wülknitz
- Zehringen

## Història
La primera notícia escrita de la ciutat de Köthen ve de l'any 1115. En el 1280 s'acaba la construcció de la muralla que envolta la ciutat i fins a finals del segle xii la ciutat té el seu propi sistema de mesures i monedes. En el 1400 comença la construcció de la St. Jakobskirche.
L'any 1716 comencen les visites a la ciutat de Johann Sebastian Bach com Hofkapellmeister a causa d'una invitació que li va fer el príncep Leopold, durant aquest temps a la ciutat va compondre les seves millors obres, algunes de les més conegudes són els Concerts de Brandenburg així com la primera part del Clavecí ben temperat.
L'1 de setembre de 1840 es va fer la primera unió de la via ferroviària de Berlin-Anhalt (Berlin-Anhaltischen Eisenbahn) fins a Dessau; i el 10 de setembre de 1841 es va realitzar el tram fins a l'estació de Berlín (Bahnhof in Berlin). Amb aquesta construcció Köthen es va convertir en un dels primers nusos ferroviaris d'Alemanya.

## Ciutats agermanades

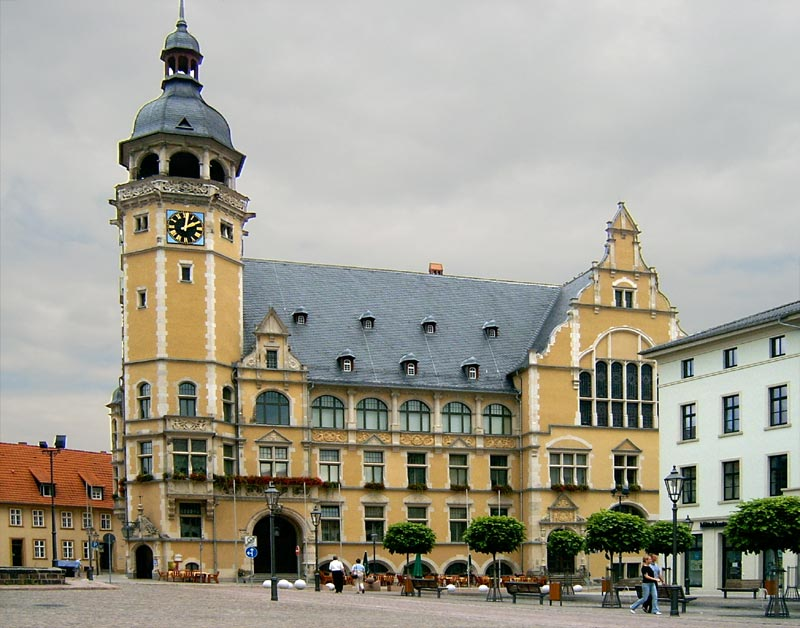
Ajuntament de la ciutat

Les ciutats agermanades amb Köthen són:
- França - Wattrelos
- Polònia - Siemianowice Slaskie

Ciutats alemanyes relacionades amb Köthen:
- Langenfeld (Renània), Rin del Nord-Westfàlia
- Lüneburg, Baixa Saxònia

## Personalitats de Köthen
Nascudes a Köthen
- Karl Friedrich Abel, compositor
- Heinrich, Herzog d'Anhalt-Köthen
- Georg Krause, fundador del "Chemiker-Zeitung"
- Leopold, Príncep d'Anhalt-Köthen
- Nora Leschkowitz, actriu
- Michael Naumann, periodista i editor
- Johann Heinrich Schmucker, teòleg alemany
- Leberecht Uhlich, teòleg alemany
- Wolfgang, Príncep d'Anhalt-Köthen, reformador
- Friedrich Fleischer, compositor musical.

Altres personalitats unides a la ciutat
- Christian Ferdinand Abel, solista en la Bachs Orchester
- Anna Magdalena Bach, cantant
- Johann Sebastian Bach, compositor i Kapellmeister
- Maria Bàrbara Bach, cantant
- Gottfried Bandhauer, arquitecte enginyer de construcció
- Joseph Freiherr von Eichendorff, poeta i escriptor
- Ferdinand, Herzog d'Anhalt-Köthen
- Samuel Hahnemann, fundador de l'Homeopatia
- Angelika Hartmann, pedagoga, fundadora dels Kindergärten
- Gottlieb Krause, historiador i bibliotecari del palau
- Franz Krüger, pintor alemany
- Ludwig I, príncep d'Anhalt-Köthen
- Arthur Lutze, metge homeopàtic
- Johann Friedrich Naumann, ornitòleg
- Wolfgang Ratke, pedagog i educador
- Bernhard Sehring, constructor del Jakobskirchtürme
- Hermann Wäschke, poeta